# SHARP
För elektroniktillverkaren, se Sharp.

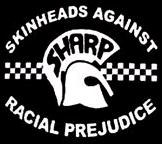
SHARP:s logotyp

SHARP, Skinheads Against Racial Prejudice, började i New York 1987. Där var inställningen hos folk att alla skinheads var nazister. Den här inställningen var rejält uppblåst av media. En liten grupp skins och likasinnade punkare tog tag i det och formade en grupp som skulle fungera som ett medialt forum för att få ut ett annat meddelande: att alla skins inte är likadana, att man har olika ideal och olika åsikter om saker och ting, både personliga och politiska.

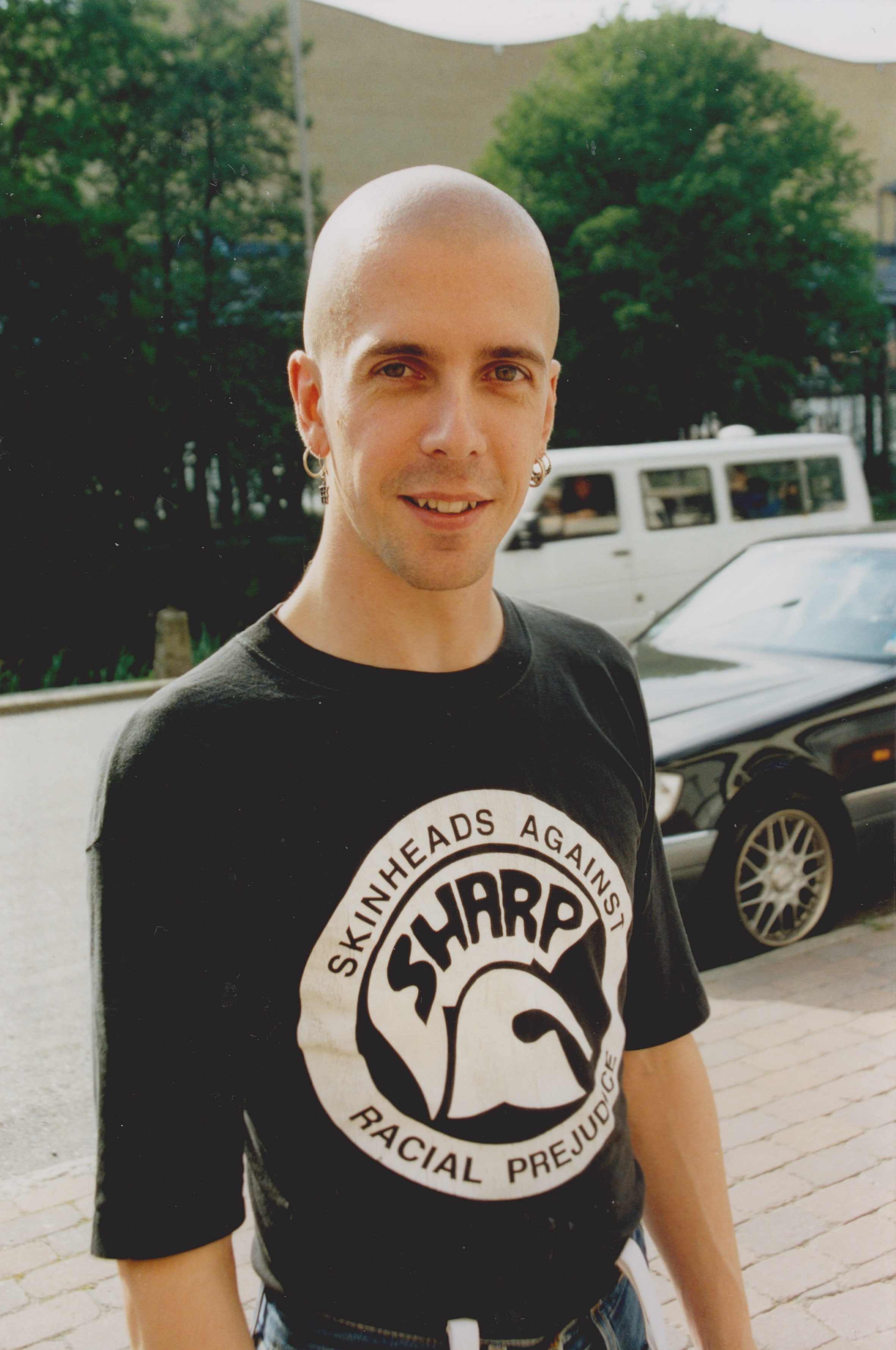
Svensk SHARP-skinnskalle i Göteborg, 2000.

Medlemmar av SHARP började göra radio- och TV-intervjuer och spred meddelandet (som oftast blev ignorerat) av tolerans och stolthet till det folk som blivit hjärntvättade av media. För det mesta blev medlemmarna mottagna med artighet även om deras meddelande oftast blev ignorerat. Det större undantaget var på Geraldo Riveras pratshowprogram 1988. Det var under inspelningen av detta program som en av John Metzgers (son till tidigare Ku Klux Klan-ledaren Tom Metzger, numer överhuvud för White Aryan Resistance) söner kastade en stol som bröt Geraldo Riveras näsa. Efter det blev media fritt för alla. Pratshowvärden Morton Downey Jr. gick till och med så långt som att hävda att några skinheads hade anfallit honom inne på toaletterna på San Franciscos flygplats, de hade försökt klippa av honom håret samt ritat en svastika i hans ansikte. Det framkom senare att allt var en bluff för att få upp tittarsiffrorna för Downey Jr:s misslyckade TV-program.
Under den här tiden fick vit makt-anhängare mycket uppmärksamhet och kunde tala ut om sina åsikter och hålla egna intervjuer. Även om några av deras organisationsnamn används världen över så har de mer och mer glömts bort och tillhör numera det förflutna. Ett antal SHARP-grundare lämnade och splittrade organisationen på grund av de olika åsikter de hade med SHARP:arna som var emot våld. De kände att det bästa sättet att reagera mot hat var med knytnävarna.
Under 1989 var Roddy Moreno, sångare för Oi!-bandet The Oppressed, i New York för en konsert och fick några flygblad om SHARP. Han blev imponerad av ideologin som SHARP hade och när han återvände till England startade han den första europeiska SHARP-gruppen. Rörelsen spred sig snabbt till Tyskland, som har en lång historia av fascistiska skinheads, och sedan till resten av världen.
Efter vintern 1989 efter att ha hjälpt till att starta flera autonoma grupper runt omkring i världen, splittrades den ursprungliga SHARP-gruppen. Det fanns många anledningar till det här. Det var en hel del bråk inom gruppen, men det viktigaste skälet var att vit makt-aktiviteterna hade avtagit drastiskt i New York. Många vit makt-anhängare hade lämnat staden och letade efter ett mer gästfritt politiskt klimat i södern eller västerut. Andra växte helt enkelt upp och började hålla sina personliga åsikter för sig själva.